# Duina del Mar
Duina del Mar (Cali, 20 de mayo de 1995) es una cantautora y productora multifacética y ecléctica, bailarina y multinstrumentista colombiana, Seleccionada por la revista Billboard como «una artista para mirar» dentro de una selecta lista de diez músicos latinoamericanos.

## Inicios
Duina del Mar nació en Cali, Colombia. Sus padres; Maestros y artistas  “Jahuira” y  “Pankarita". Estudió en el Colegio Ideas , creció rodeada de arte y naturaleza. Estudió canto-jazz en la Universidad Javeriana de Bogotá. En los últimos años, además de consolidar una carrera musical con mucho peso trabajando en su proyecto como solista, ha incursionado como productora y compositora de Film Score haciendo un debut en este campo con la creación de toda la música original para la serie de Netflix Ritmo Salvaje.

## Carrera Musical
Su música es el reflejo de la experimentación, de la creación libre y espontánea, de la búsqueda genuina de una mujer artista, cantautora y productora. Su Música está cargada de una herencia familiar que recoge muchas corrientes sonoras y desde ahí ha ido esculpiendo su sonido, amalgamando texturas, guitarras, sintetizadores y tambores, melodías y armonías de aquí y de allá, entrelazando mundos. 
Es fiel a su esencia, fusionando diferentes géneros y estilos musicales, No se deja encasillar y se expresa desde la orilla de un sonido y un lenguaje ecléctico el cual nombra: Bohemian - Urban – Pop/Tropical, que podría describirse como una expresión intima y libre que no sigue reglas comerciales ni estructuras o generos rígidos.  
Su sonido es el reflejo de la experimentación sonora que ha tenido como cantautora y productora a lo largo de su trayectoria musical, Sus canciones tiene un sello único y fresco, una identidad que contiene visual y sonoramente sus raíces diversas y su nomadismo creativo, ella mira al mundo, es fiel a su alma, fresca, ecléctica  y vanguardista, su proceso creativo es permanente y versátil componiendo y produciendo su propia música, para otros artistas y actualmente incursionando en soundtracks - cine y series.

## Reconocimientos
Ha compartido escenario con artistas como Alejandro sanz, Piero, Juanes, Rosario Flores, Fonseca, Molotov,  No Te Va Gustar, Vicente García, piero por nombrar algunos. foro sol en México, Opening act de Marco Antonio solis en dos Movistar Arena en Buenos Aires, Opening act del Grupo niche en el Movistar arena colombia, duo junto a Alejandro sanz en la Plaza de Toros de Manizales, Coliseo El Campín, Teatro Jorge Eliécer Gaitán, festival sxsw, wobeon fest, por nombrarse algunas de las tarimas y festivales.[cita requerida]
Su más reciente lanzamiento RITMITO AZUCARERO una exploración sonora que sabe y suena a Colombia, una oda, una ceremonia popular donde lo divino y lo callejero se abrazan. Nos recuerda que ser colombiano es llorar bailando, y bailar como forma de protesta, de duelo, de supervivencia. Es un acto de magia colectiva disfrazado de goce. En “Ritmo Azucarero”, el foco está en la comunidad, en la calle, en lo que somos: la plaza de mercado, la monjita, el obrero, Don Ramón, el camandulero, el andén, el río, el baile y la alegría como rebelión. La celebración como acto de sanación colectiva reivindica el espacio público, el goce popular y el baile como identidad. Esta canción es una forma de juntarnos, de volver a sentirnos en comunidad.
Sus canciones han sido éxitos en Latinoamérica como lo fue Besame la Boquita que se posicionó durante 27 semanas en las listas de Radio y logró ser la canción #1 en muchas ciudades en Colombia, Como lo Bailas tú otro éxito que estuvo en el Top 10 latino Soy, lo que soy el #1 MTV Vídeos y ahora con sus más recientes sencillos como: Como lo soñé, Cuando volvarás, Unos vienen, Otros van y Cristal.  Duina reconquista a su audiencia, medios locales e internacionales; con una nueva propuesta sonora y visual que refleja su evolución y contundencia artística Posicionándola en las 50 canciones más virales del país.
ha sido nombrada «The Artist to Watch» por la revista Billboard quienes la incluyeron en sus 10 artistas latinos a mirar.

## Discografía
- Ritmito Azucarero https://es.rollingstone.com/duina-del-mar-encarna-su-orgullo-colombiano-en-ritmito-azucarero/
- Album Azul
- tranquilo
- Lo siento
- Peco
- Somos poema
- Dejar de amarte
- Corazón herido
- Tu por aqui yo por allá
- Pa atras
- Mistico
- te vi venir
- por si las dudas
- Agüita Bendita
- Agüita Bendita (Ft. Jiggy Drama)[7]
- Amarte de la verdad[8][9]
- Arráncame las ganas
- Besarte La Boquita[10]
- Como lo Bailas Tu[4]
- Como lo soñé[11][12]
- Cuando Volverás
- Natural
- Soy lo que soy
- Unos vienen, otros van

### Colaboraciones
- Peco Ft Piero
- Agüita Bendita (Ft. Jiggy Drama)[7]
- Besarte la boquita (Ft. Cabas)[10]
- Cristal (Ft. Mareh)[6]
- Nos prometimos ( Junior Zamora )
- Nubes ( Cian )

## Premios y nominaciones
| Año       | Cancíón        | Premio         | Categoría                    | Resultado |
| --------- | -------------- | -------------- | ---------------------------- | --------- |
| 2021      | Como lo soñe   | Nuestra Tierra | Mejor canción Alternativa    | Nominado  |
| 2017-2019 | Duina del Mar  | Premios Heat   | Mejor Artista femenina       | Nominada  |
| 2014      | Duina del Mar  | Nuestra Tierra | Mejor página web del Artista | Nominada  |
| 2014      | Natural        | Fox Música     | Mejor canción Solista Pop    | Nominado  |
| 2013      | Duina del Mar  | Nuestra Tierra | Artista Revelación del Año   | Nominada  |
| 2012      | Soy lo que soy | Nuestra Tierra | Mejor Vídeo musical          | Nominado  |
| 2012      | Muévelo Tuti   | Shock          | Nueva álbum Solista Pop      | Nominado  |